# Vabre (Aveyron)
Vabre est une ancienne commune française de l'Aveyron. 

## Histoire
En 1837, la commune a été supprimée. Elle est alors réunie à la commune d'Onet-le-Château, en même temps que Cabaniols, Le Causse-d'Is, Floirac, Limoux, Puech-Baurès et Saint-Mayme.

## Géographie
Vabre se situe sur la commune d'Onet-le-Château, au nord de Rodez.

## Monuments
- Le château de Vabre a été construit au début du XVIIIe siècle par M. Guerbaldi, ancien receveur des finances.